# Episodi di California (quinta stagione)
Questa voce contiene trame, dettagli e crediti dei registi e degli sceneggiatori della quinta stagione della serie televisiva California.
Negli Stati Uniti d'America, è stata trasmessa per la prima volta dalla CBS dal 29 settembre 1983 al 29 marzo 1984, posizionandosi all'11º posto nei rating Nielsen di fine anno con il 20,8% di penetrazione e con una media superiore ai 17 milioni di spettatori.
In Italia è stata trasmessa in prima visione nel 1985.
Il cast regolare di questa stagione è composto da: William Devane (Gregory Sumner), Kevin Dobson ('Mack' Patrick MacKenzie), Julie Harris (Lilimae Clements), Michele Lee (Karen MacKenzie), Claudia Lonow (Diana Fairgate), Constance McCashin (Laura Avery), Donna Mills (Abby Cunningham Ewing), Ted Shackelford (Gary Ewing), Douglas Sheehan (Ben Gibson), Joan Van Ark (Valene Ewing).
| nº | Titolo originale             | Titolo italiano           | Prima TV USA      | Prima TV Italia |
| -- | ---------------------------- | ------------------------- | ----------------- | --------------- |
| 1  | The People vs. Gary Ewing    | Udienza istruttoria       | 29 settembre 1983 |                 |
| 2  | Fugitives                    | La confessione            | 6 ottobre 1983    |                 |
| 3  | Nowhere to Run               | Nessun posto dove fuggire | 6 ottobre 1983    |                 |
| 4  | Marital Privileges           | Testimone chiave          | 13 ottobre 1983   |                 |
| 5  | One Kind of Justice          | In nome della giustizia   | 27 ottobre 1983   |                 |
| 6  | ...And Never Brought to Mind | Rapporti difficili        | 3 novembre 1983   |                 |
| 7  | Sacred Vows                  | Promesse solenni          | 10 novembre 1983  |                 |
| 8  | A Change of Heart            | Decisioni dolorose        | 17 novembre 1983  |                 |
| 9  | Money Talks                  | Amore e dollari           | 24 novembre 1983  |                 |
| 10 | Homecoming                   | Ritorno alla vita         | 1º dicembre 1983  |                 |
| 11 | I'll Tell You No Lies        | Non ti dirò bugie         | 8 dicembre 1983   |                 |
| 12 | Denials                      | Addio Clip                | 15 dicembre 1983  |                 |
| 13 | Witness                      | La gioia più grande       | 22 dicembre 1983  |                 |
| 14 | Secrets Cry Aloud            | Segreti svelati           | 5 gennaio 1984    |                 |
| 15 | Forsaking All Others         | Un'azione sleale          | 12 gennaio 1984   |                 |
| 16 | Reconcilable Differences     | Il passato di Cathy       | 19 gennaio 1984   |                 |
| 17 | Second Chances               | Al di là del vicolo cieco | 26 gennaio 1984   |                 |
| 18 | Let's the Truth be Known     | Terrore al telefono       | 2 febbraio 1984   |                 |
| 19 | So Shall You Reap            | Un triste addio           | 9 febbraio 1984   |                 |
| 20 | High Ideals                  | La fuga di Olivia         | 16 febbraio 1984  |                 |
| 21 | No Trumpets, No Drums        | Nuvole all'orizzonte      | 23 febbraio 1984  |                 |
| 22 | Silent Missions              | Missioni silenziose       | 1º marzo 1984     |                 |
| 23 | Finishing Touches            | Sospetti e accuse         | 8 marzo 1984      |                 |
| 24 | Yesterday, It Rained         | Una sfida disperata       | 15 marzo 1984     |                 |
| 25 | Negotiations                 | Un piano rischioso        | 29 marzo 1984     |                 |